# Kaslinskij rajon
Il Kaslinskij rajon (in russo Каслинский район?) è un rajon dell'oblast' di Čeljabinsk, nella Siberia occidentale. Istituito nel 1926, il suo capoluogo è Kasli.